# Йосиф Николов
 Тази статия е за велешкия деец на ВМОРО.  За за крушевския вижте Йосиф Пречистански.  
Йосиф Петров Николов е български революционер, войвода на Вътрешната македоно-одринска революционна организация.

## Биография
Йосиф Николов е роден във Велес, тогава в Османската империя. През 1903 година става четник при Георги Кондолов в Одрински революционен окръг. По времето на Илинденско-Преображенското въстание Йосиф Николов е определен за войвода на четата след убийството на Георги Кондолов на 6 август 1903 година. След потушаването на въстанието се завръща в България.
През Балканската война Йосиф Николов е доброволец в Лозенградската партизанска дружина на Македоно-одринското опълчение. Убит е в сражение с турска войска на 16 октомври 1912 година при село Серген, Люлебургаско.